# Marc Lumbroso
Pour les articles homonymes, voir Lumbroso.
Marc Lumbroso, né le 1er mars 1950 dans une famille juive de Tunisie, est un producteur de musique français.

## Biographie
Marc Lumbroso, qui a commencé par des études de droit, est essentiellement un éditeur et un directeur artistique. Parmi les chanteurs dont il a publié les disques, on peut citer Jean-Jacques Goldman, Maxime Leforestier, Vanessa Paradis, Maurane, Patricia Kaas, Mc Solaar, Keren Ann, Raphael et Christine and the Queens. Il a également édité la musique du film Les Choristes. Il a dirigé le label Polydor de 1987 à 1990, avant de créer son propre label, Remark Records. Il a été président d'EMI France en 1999, puis du Syndicat national de l'édition (SNEP) de 2000 à 2002,. En 2013, il a remporté le prix de l'édition décerné par la Sacem.